# Oskar Pastior

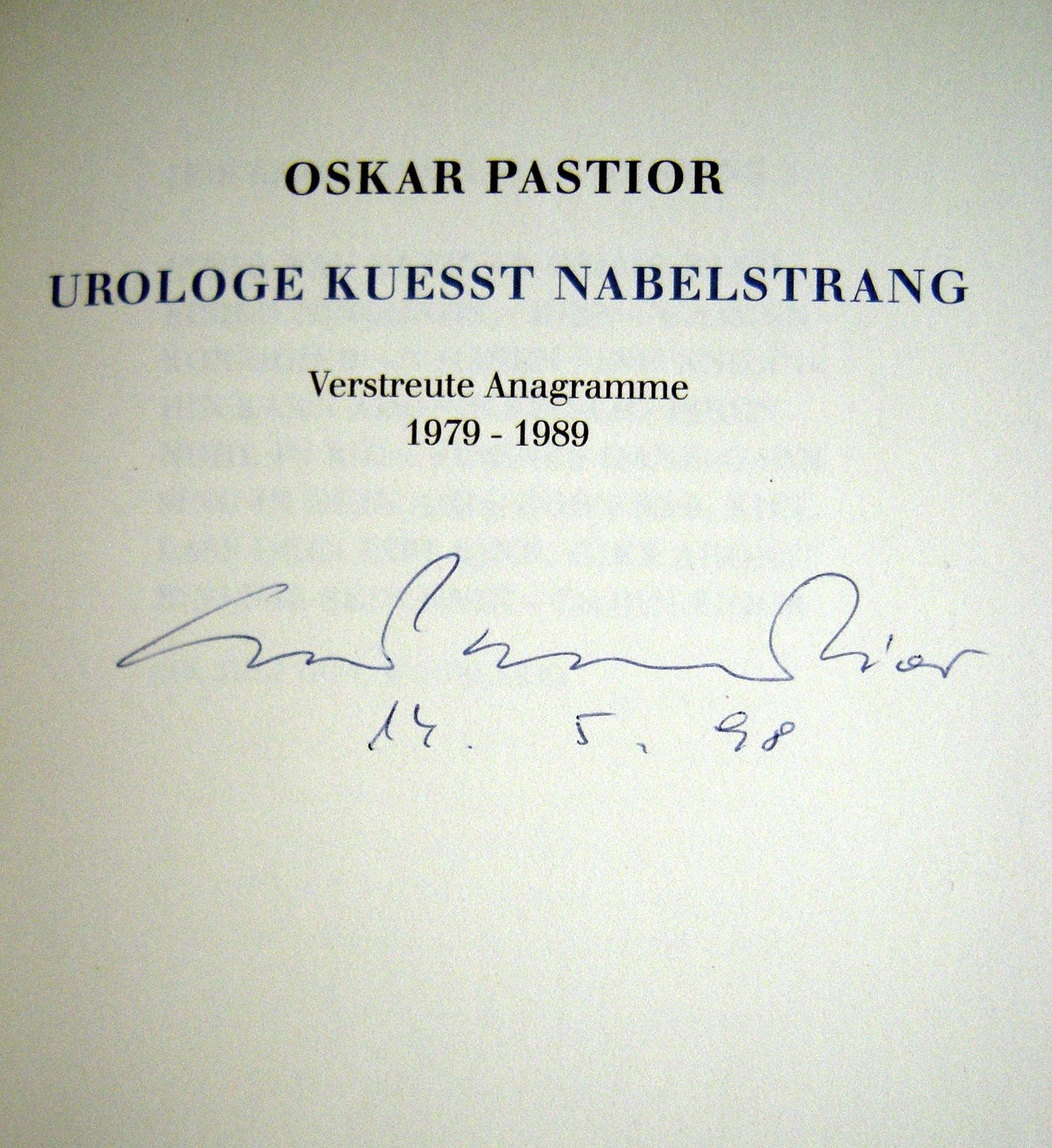
Oskar Pastior: Urologe kuesst Nabelstrang, 1., Augsburg 1991. Chữ ký của Oskar Pastior

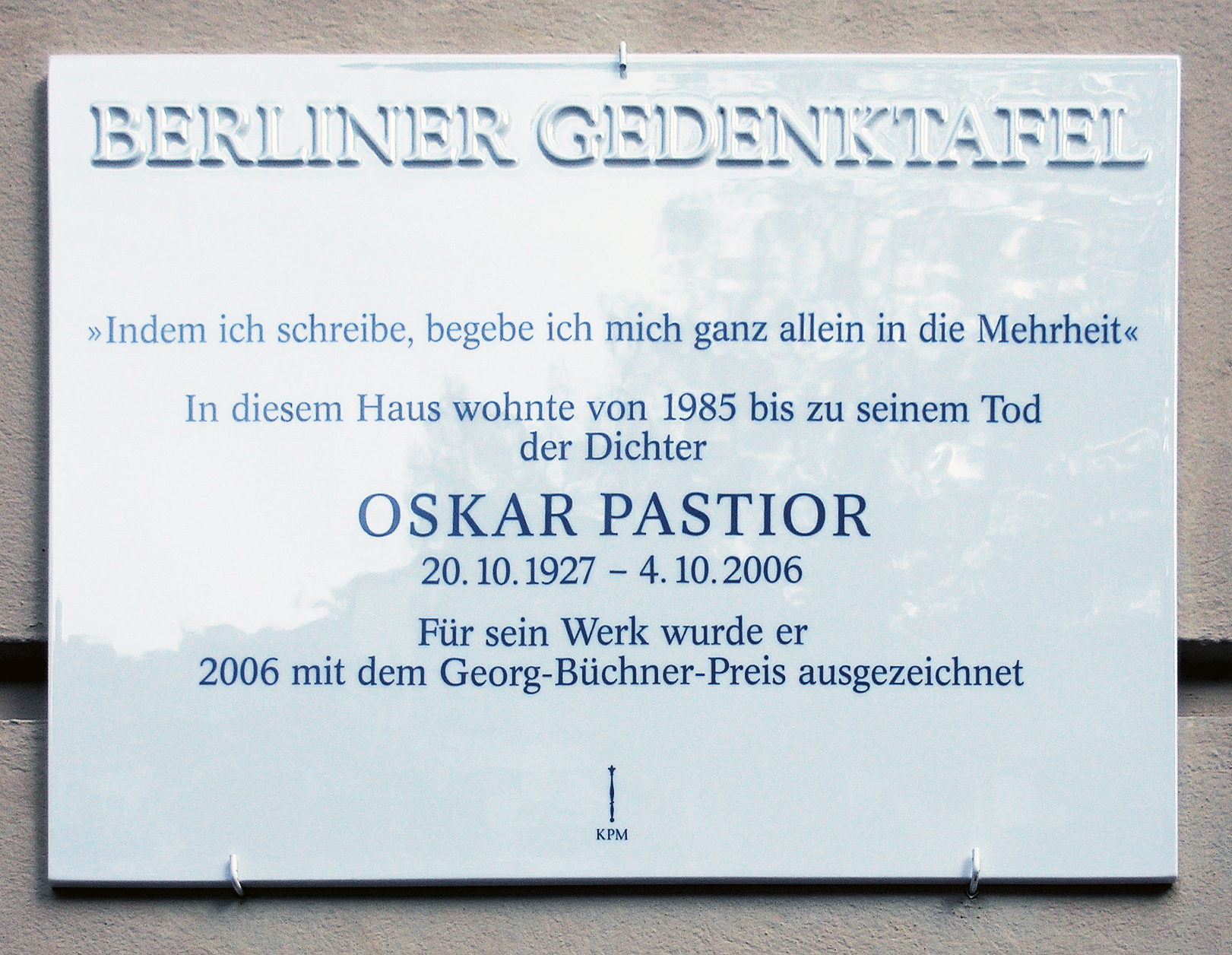
Berliner Gedenktafel Tấm biển kỷ niệm Pastior ở ngôi nhà số 53 Schlüterstraße, ở Berlin-Charlottenburg

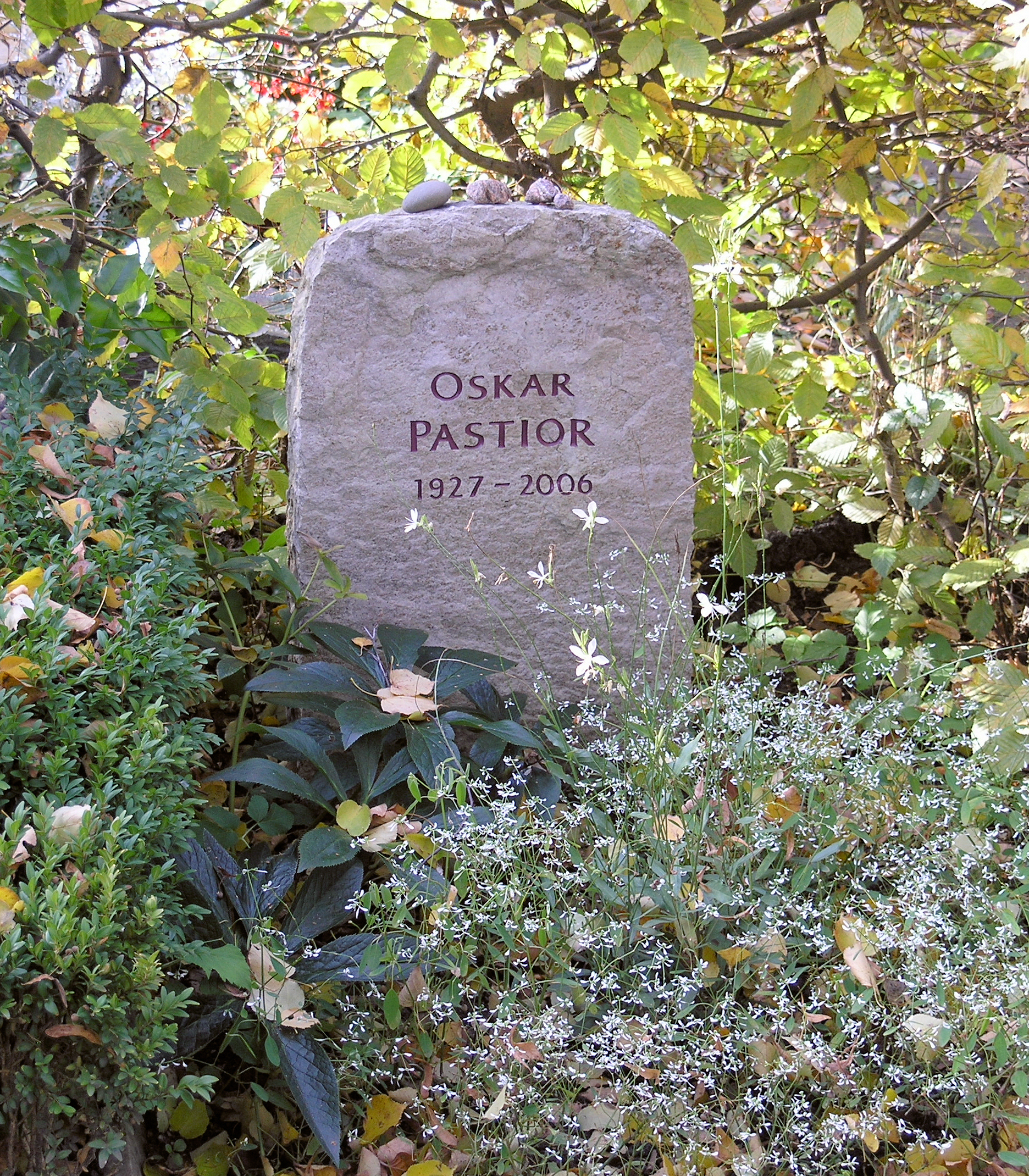
Mộ Pastior, Stubenrauchstraße 43–45, ở Berlin-Friedenau

Oskar Pastior (20.10.1927 – 4.10.2006) là nhà thơ và dịch giả người Đức gốc România. Ông là thành viên người Đức duy nhất của Oulipo.

## Cuộc đời và sự nghiệp
Sinh trong một gia đình người Sachsen Transilvania ở Sibiu (Hermannstadt), ông bị đày tới Trại cải tạo lao động của Liên Xô năm 1945 bởi Lực lượng Xô Viết chiếm đóng Romania. Oskar Pastior thuộc thành phần 100.000 thành viên của Rumäniendeutsche, những người bị đày ải như người Đức lao động cưỡng bách ở Liên Xô trong tháng 1 năm 1945, mà phần lớn những người sống sót đã được phóng thích trong các năm 1948/49.
Ông trở lại Romania năm 1949, và học ngành Đức học ở Đại học Bucharest từ năm 1955. Sau khi tốt nghiệp, ông làm việc cho ban tiếng Đức của Công ty Truyền thanh Romania. Năm 1964, ông xuất bản tuyển tập thơ đầu tiên của mình tên là "Offne Worte".
Sau khi bị Securitate giám sát trong 4 năm, Pastior trở thành người chỉ điểm cho Securitate năm 1961 với bí danh là "Otto Stein". cho tới năm 1968, khi ông được một học bổng sang học ở Vienne (Áo) và lìa bỏ chế độ Cộng sản Romania. Vụ làm chỉ điểm mãi tới năm 2010 mới được biết đến, 4 năm sau khi ông qua đời.
Pastior di chuyển sang Đức, ban đầu sống ở München, sau đó ở Tây Berlin cho tới cuối đời. Ông nổi tiếng về những bản dịch văn học Romania sang tiếng Đức (trong số đó có các tác phẩm của Tudor Arghezi, George Coşbuc, Tristan Tzara, Gellu Naum, Marin Sorescu, và Urmuz).
Năm 2009 quyển tiểu thuyết Everything I Possess I Carry With Me của nhà văn đoạt giải Nobel Herta Müller, dựa trên những kinh nghiệm thời trẻ của Pastior khi bị đày tới Trại cải tạo lao động của Liên Xô. Ban đầu, Pastior và Müller đã có kế hoạch viết chung một quyển sách về những kinh nghiệm của ông ở Trại cải tạo lao động của Liên Xô, nhưng năm 2006 thì Pastior từ trần.
Oskar Pastior qua đời ngày 4.10.2006 tại Frankfurt am Main

## Giải thưởng mang tên Pastior
Theo di chúc của ông, hiện nay "Quỹ Oskar Pastior" đã lập ra "Giải Oskar Pastior" dành cho những tác giả văn học thực nghiệm với khoản tiền thưởng là 40.000 euro.
Giải bắt đầu được trao từ năm 2010 trong một buổi lễ trao giải tổ chức ở Tòa thị chính thành phố Berlin ngày 28.5.2010 cho Oswald Egger.

## Giải thưởng và Vinh dự
- 1965 Giải văn học của tạp chí Neue Literatur (văn học mới) ở Bucharest
- 1967 Giải thơ của Liên hiệp các nhà văn Romania
- 1969 Giải Andreas Gryphius
- 1978 Giải thưởng của Ủy ban văn hóa Liên đoàn kỹ nghệ Đức
- 1980 Giải văn hóa của thành phố đại học Marburg và quận Marburg-Biedenkopf
- 1981 Học bổng Villa Massimo
- 1983 Giải thưởng của tạp chí văn học SWF
- 1988 Giải danh dự của Ủy ban văn hóa Liên đoàn kỹ nghệ Đức
- 1988 Giải Kịch truyền thanh của tháng (tháng Ba: Mordnilapsuspalindrom)
- 1990 Giải Hugo Ball
- 1993 Ernst-Meister-Preis für Lyrik (Giải Ernst Meister về Thơ)
- 1997 Horst-Bienek-Preis für Lyrik (Giải Horst Bienek về Thơ)
- 1998 Giải văn hóa Sachsen Transilvania
- 1999 Giải của thành phố Münster về Thơ châu Âu chung với Gellu Naum
- 2000 Giải văn học Walter Hasenclever
- 2001 Giải Peter Huchel
- 2001 Ti ến sĩ danh dự của Đại học Lucian Blaga Sibiu
- 2002 Giải Erich Fried
- 2006 Giải Georg Büchner (truy tặng)

## Tác phẩm
- Fludribusch im Pflanzenheim, Bucharest 1960
- Offne Worte, Bucharest 1964
- Ralph in Bukarest, Bucharest 1964
- Gedichte, Bucharest 1965
- Vom Sichersten ins Tausendste, Frankfurt am Main 1969
- Gedichtgedichte, Darmstadt u. a. 1973
- Höricht, Lichtenberg 1975
- An die neue Aubergine, Berlin 1976
- Fleischeslust, Lichtenberg 1976
- Der krimgotische Fächer, Erlangen 1978
- Ein Tangopoem und andere Texte, Berlin 1978
- Wechselbalg, Spenge 1980
- 33 Gedichte, München u. a. 1983 (Bearbeitungen von Gedichten von Francesco Petrarca)
- Sonetburger, Berlin 1983
- Anagrammgedichte, München 1985
- Ingwer und Jedoch, Göttingen 1985
- Lesungen mit Tinnitus, München u. a. 1986
- Römischer Zeichenblock, Berlin 1986
- Teure Eier, Paris 1986
- Jalousien aufgemacht, München u. a. 1987
- Modeheft des Oskar Pastior, München 1987
- Anagramme, Berlin 1988 (chung với Galli)
- Kopfnuß, Januskopf, München u. a. 1990
- Neununddreißig Gimpelstifte, Berlin 1990
- Eine Scheibe Dingsbums, Ravensburg 1990
- Feiggehege, Berlin 1991
- Urologe küßt Nabelstrang, Augsburg 1991
- Vokalisen & Gimpelstifte, München u. a. 1992
- Eine kleine Kunstmaschine, München u. a. 1994
- Das Unding an sich, Frankfurt am Main 1994
- Gimpelschneise in die Winterreise-Texte von Wilhelm Müller, Weil am Rhein u. a. 1997
- Das Hören des Genitivs, München u. a. 1997
- Come in to frower, Tokyo u. a. 1998 (chung với Veronika Schäpers và Silke Schimpf)
- Der Janitscharen zehn, Berlin 1998
- Standort mit Lambda, Berlin 1998
- Pan-tum tam-bur, Frankfurt am Main 1999 (chung với Uta Schneider)
- Saa uum, Frankfurt am Main 1999
- O du roher Iasmin, Weil am Rhein u. a. 2000
- Villanella & Pantum, München u. a. 2000
- Ein Molekül Tinnitus, Berlin 2002 (chung với Gerhild Ebel)
- Werkausgabe, München u. a.
  - Tậo 2. „Jetzt kann man schreiben was man will!", 2003
  - Tập 3. „Minze Minze flaumiran Schpektrum", 2004
  - Tập 1. „…sage, du habest es rauschen gehört", 2006
  - Tập 4. „…was in der Mitte zu wachsen anfängt", 2008
- Gewichtete Gedichte. Chronologie der Materialien, Hombroich 2006
- Speckturm. 12 x 5 Intonationen zu Gedichten von Charles Baudelaire, Basel 2007

### Tác phẩm dịch
- Tudor Arghezi: Im Bienengrund, Bucharest 1963
- Tudor Arghezi: Schreibe, Feder …, Bucharest 1964
- Tudor Arghezi: Von großen und kleinen Tieren, Bucharest 1966
- Ștefan Bånulescu: Verspätetes Echo, Berlin 1984 (dịch chung với Ernest Wichner)
- Lucian Blaga: Ausgewählte Gedichte, Bucharest 1967
- Lucian Blaga: Chronik und Lied der Lebenszeiten, Bucharest 1968
- George Coșbuc: Die Geschichte von den Gänsen, Bucharest 1958
- Welimir Chlebnikow, Mein Chlebnikov. Russisch/ deutsch. Mit Audio-CD. Urs Engeler Editor, Weil am Rhein 2003. ISBN 3-905591-70-7
- Radu Dumitru: Das letzte Lächeln, Frankfurt am Main 1991
- Mihail Eminescu: Der Prinz aus der Träne, Bucharest 1963
- Panaït Istrati: Kyra Kyralina. Die Disteln des Bărăgan, Bucharest 1963
- Wiel Kusters: Ein berühmter Trommler, München u. a. 1998 (chung với Joep Bertrams)
- Wiel Kusters: Carbone notata, Berlin 1988
- Gellu Naum: Oskar Pastior entdeckt Gellu Naum, Hamburg u. a. 2001
- Gellu Naum: Rede auf dem Bahndamm an die Steine, Zürich 1998
- Tudor Opriș: Wunderwelt, Bucharest 1963
- Marin Sorescu: Abendrot Nr. 15, München u. a. 1985
- Marin Sorescu: Aberglaube, Berlin 1974
- Marin Sorescu: Der Fakir als Anfänger, München u. a. 1992
- Marin Sorescu: Noah, ich will dir was sagen, Frankfurt am Main 1975
- Gertrude Stein: Ein Buch mit Da hat der Topf ein Loch am Ende, Berlin 1987
- Gertrude Stein: Reread another, Basel u. a. 2004
- Petre Stoica: Und nirgends ein Schiff aus Attika, Berlin 1977
- Tristan Tzara: Die frühen Gedichte, München 1984
- Urmuz: Das gesamte Werk, München 1976

### Tác phẩm dịch sang tiếng Anh
- Many Glove Compartments: selected poems (2001, Burning Deck Press). Translated by Harry Mathews, Christopher Middleton, Rosmarie Waldrop, and John Yau.
- Poempoems (, trans. Malcolm Green, Atlas Press, 1992, http://www.atlaspress.co.uk/index.cgi?action=view_printed_head&number=5&series=1 Lưu trữ ngày 28 tháng 1 năm 2012 tại Wayback Machine

### Tác phẩm dịch sang tiếng Pháp
- Pétrarque, 33 poèmes, 1990, ISBN 2-905271-37-X

### Tác phẩm dịch sang tiếng Romania
- Versuri, 1968

## Sách viết về Oskar Pastior
- Theo Breuer, »Die Nacht als Oskar Pastior starb«, in: T.B., Kiesel & Kastanie. Von neuen Gedichten und Geschichten Lưu trữ ngày 6 tháng 6 năm 2016 tại Wayback Machine, Monographie zur zeitgenössischen Lyrik und Prosa nach 2000, Edition YE, Sistig/Eifel 2008. ISBN 978-3-87512-347-0.
- Jürgen H. Koepp: Die Wörter und das Lesen - zur Hermeneutik Oskar Pastiors. Über die Konstruktion von Sinn und Bedeutung in Poetik und Hermeneutik, Bielefeld: Aisthesis-Verl. 1990, ISBN 3-925670-27-0
- Auskünfte von und über Oskar Pastior, Bamberg: Arbeitsbereich d. Neueren deutschen Literaturwissenschaft an d. Univ. Bamberg 1985.
- Festschrift für Oskar Pastior, München: Rohr 1987, ISBN 3-926602-02-3
- Grazziella Predoiu: Sinn-Freiheit und Sinn-Anarchie. Zum Werk Oskar Pastiors, Frankfurt am Main u. a.: Lang 2004, ISBN 3-631-51864-1 - Kritische Auseinandersetzung mit dieser Veröffentlichung im Periodikum Spiegelungen
- Burkhard Tewes: Namenaufgeben. Das Wort in zeitgenössischer Lyrik am Beispiel von Texten Oskar Pastiors , Essen: Verl. Die Blaue Eule 1994. (= Literaturwissenschaft in der Blauen Eule; 12) ISBN 3-89206-595-0